# Маїлтон дос Сантос де Са
Маїлтон дос Сантос де Са, відомий просто як Маїлтон (нар. 31 травня 1998, Параїзу-ду-Норті, Парана, Бразилія) ― бразильський футболіст, правий захисник клубу «Шапекоенсе», за який виступає на правах оренди з харківського «Металіста».

## Кар'єра
5 червня 2021 року перейшов до харківського «Металіста» на правах оренди з «Атлетіку Мінейру». За умовами договору харківський клуб мав право викупу футболіста, яким пізніше скористався.
4 липня 2022 року став гравцем бразильського «Шапекоенсе» на правах оренди з «Металіста».

## Досягнення
«Атлетико Мінейро»
- Кампеонато Мінейро: 2020